# Union patriotique (Canada)
Pour les articles homonymes, voir Union Patriotique.
L’Union patriotique (ou Union patriotique de Montréal) est une association nationaliste du Bas-Canada.
L'association a été fondée en 1835 par des membres du Parti patriote. Le président en est alors Denis-Benjamin Viger et les vice-présidents Joseph Roy et Jacob De Witt.
L'association a pour but de défendre la colonie et l’Assemblée législative contre toute intervention injustifiée et inconstitutionnelle et contre les abus des autorités coloniales britanniques. En particulier, elle soutient les revendications du Parti patriote pour l’obtention du gouvernement responsable et l’élection des conseillers législatifs.